# أوغستا من بافاريا
أميرة أوغستا من بافاريا، دوقة ليوتشتنبورغ (بالألمانية: Auguste Amalia von Bayern) (ستراسبورغ؛ 21 يونيو 1788 - ميونخ؛ 13 مايو 1851) كانت أبنة الكبرى لـ ماكسيمليان الأول يوزف، ملك بافاريا وأوغستا فيلهلمينا من هسن-دارمشتات.
على الرغم من أنها كانت مخطوبة من قبل كارل أمير بادن الوراثي، إلا تم كسر الخطبة من قبل نابليون بونابرت، وأصبحت متزوجة في 14 يناير 1806 من ربيب نابليون يوجين دو بوارنيه، وأنجبت له سبعة أبناء.